# Ischnochiton mayi
Ischnochiton mayi är en blötdjursart som beskrevs av Henry Augustus Pilsbry 1895. Ischnochiton mayi ingår i släktet Ischnochiton och familjen Ischnochitonidae.
Artens utbredningsområde är Tasmanien. Inga underarter finns listade i Catalogue of Life.